# Tracy McGrady
Tracy Lamar McGrady Jr. (Bartow, Florida; 24 de mayo de 1979) es un exjugador de baloncesto estadounidense que disputó 15 temporadas en la NBA. Con 2,03 metros, podía jugar tanto de alero como de escolta.
McGrady entró en la NBA directamente desde el instituto, sin pasar por la universidad. Siete veces seleccionado para disputar el All-Star Game, aunque dos veces no participó por lesiones (2008 y 2009). Ha ganado dos veces el título de máximo anotador de la liga, en 2003 y 2004. Ocupa el cuarto lugar en puntos por partido en la historia de los playoffs (28.5). Antes de fichar por los Rockets en 2004, pasó siete años de su carrera en Toronto Raptors y Orlando Magic. McGrady fue elegido el 75° mejor jugador de la historia de la NBA en la lista elaborada por la revista SLAM en 2003 y actualmente entre los mejores 40 jugadores de todos los tiempos. A pesar de los éxitos personales, McGrady solo ha participado en la segunda ronda de playoffs en sus nueve apariciones con San Antonio Spurs, los que no llegó a segunda ronda de los mismos fueron: unos por perder la primera ronda y otro por lesión de rodilla; una con los Raptors y tres tanto con los Magic como con los Rockets. El estilo de juego de McGrady ha sido comparado con el de George Gervin.
En mayo de 2014 debutó como jugador profesional de béisbol en el equipo de los Sugar Land Skeeters de la liga independiente Atlantic League.

## Inicios
Cuando era joven, su padre no fue muy responsable de él, por lo que creció junto a su madre, Melanise Williford, y su abuela en Auburndale, Florida. Ambas compartieron la responsabilidad de criar a Tracy, llamando a las dos "mamá". En Auburndale, la mayoría de los residentes eran blancos. Tracy se sintió muy a gusto allí, recibiendo por parte de su tía el apodo de “Pumpkinhead" y siendo conocido así por la mayor parte del pueblo.
Tracy vivía en un barrio llamado "Hill" ("Colina"), donde el novio de su prima murió en un tiroteo y el incidente convenció al joven Tracy de no pasar muchos años allí. La familia de McGrady no tenía mucho  dinero, pero no le faltaba de nada. Su madre viajaba todos los días hasta Orlando, donde trabajaba como camarera en un hotel de Disney World. Tracy es primo del también alero/jugador de la NBA, Vince Carter
Tracy descubrió los deportes a una temprana edad, demostrando ser un atleta natural. Primero probó con el béisbol y no se decantó por el baloncesto hasta que vio jugar a Anfernee Hardaway, por entonces jugador de Orlando Magic, a finales de 1993. El rookie Anfernee Hardaway hizo cosas que Tracy no había visto nunca en una cancha de baloncesto. Penny rápidamente se convirtió en su héroe, emulándole en muchas de las facetas del juego.

## Trayectoria deportiva

### Instituto
Tracy comenzó jugando en su año júnior (primer año) en el Instituto Auburndale. En sus dos primeras temporadas con los Bloodhounds el entrenador Ty Willis le usó con moderación. En su tercer año, McGrady maduró y sus promedios fueron de 23 puntos y 12 rebotes por partido. Pero los problemas extradeportivos amenazaban con deshacer todos los progresos que había realizado. Tracy fue expulsado del equipo de baloncesto tras insultar a un profesor, unido ello a su vagancia como estudiante, llegando habitualmente tarde a clase.
Alvis Smith, agente de Adidas, invitó a Tracy al prestigioso ABCD Summer Camp en la Universidad de Fairleigh Dickinson, Nueva Jersey, organizado por la marca deportiva. En el campus el mejor jugador era Lamar Odom, capaz de jugar tanto como de base como de pívot. Tracy se hizo notar cuando exigió jugar contra él. Más tarde, en el All-Star Game Senior del campus, McGrady realizó un mate estilo molino de viento que le catalogó como uno de los más prometedores jugadores de la nación. McGrady fue catalogado como el segundo mejor proyecto de jugador detrás de Odom en una lista en la que se incluían a 500 jugadores. También se elaboró un artículo suyo de tres páginas de Sports Illustrated el 10 de febrero de 1997. Tras el campus de Adidas, McGrady, seguido de cerca por muchos institutos, se decidió por el Mount Zion Christian Academy en Durham, Carolina del Norte. Los Mighty Warriors eran uno de los grandes equipos estatales de manera perenne, gracias en parte al entrenador Joel Hopkins. Hopkins era de gran temperamento, estricto, y disciplinario, que le gustaba ser conocido como el "Bobby Knight negro". Alvis Smith pensó que a McGrady le beneficiaría el estilo intenso y serio del entrenador, por lo que le convenció para jugar en Mount Zion.
Su juego mejoró y los resultados eran evidentes. Mount Zion ganó en dos ocasiones a Oak Hill Academy, anualmente uno de los mejores equipos de la nación, consiguió un balance de 20 victorias y una derrota, y ascendió muchos puestos en las clasificaciones elaboradas por USA Today, llamadas Super 25. McGrady, jugando en las cinco posiciones y promediando cerca de un triple-doble, actuó como líder de los Mighty Warriors, a los que llevó al puesto número 2 del país y fue nombrado Jugador del Año por USA Today y Jugador del Año de Carolina del Norte por Associated Press. Además, jugó también el McDonald’s All-American. Sus números finales en la temporada fueron de 27,5 puntos, 8,7 rebotes, 7,7 asistencias, 2,8 robos de balón, 56,4% en tiros de campo, 38,9% en triples y 79,1% en tiros libres, atrayendo la atención de varias universidades de renombre, entre ellas la de Kentucky.
Smith y Hopkins aconsejaron a McGrady pasar por la universidad, pero el jugador decidió dar el salto a la NBA directamente desde el instituto. En el Draft de 1997 no había muchos jugadores de impacto, siendo los únicos nombres que apuntaban los de Tim Duncan, Keith Van Horn, Chauncey Billups y Bobby Jackson.

### Profesional

#### Toronto Raptors

##### 1997-1998
Con apenas 18 años McGrady pasó directamente del instituto a la NBA, siendo elegido en la novena posición del Draft de 1997 por Toronto Raptors. Jerry Krause, general mánager de Chicago Bulls, ordenó un traspaso en el que enviaba a Scottie Pippen a Vancouver Grizzlies a cambio de la cuarta posición del draft, que habría usado para seleccionar a Tracy. Tras las amenazas de retirada por parte de Michael Jordan si se cumplía el traspaso, Krause tuvo que echarse atrás. Toronto Raptors era una franquicia joven aún en construcción, reflejándose en las 16 victorias que consiguió el equipo en temporada regular. No obstante, T-Mac supo aprovechar sus minutos, apuntando maneras de lo que sería en un futuro no muy lejano. 

##### 1998-1999
En la temporada 1998-99 dónde hubo lockout por primera vez, el equipo se hizo con los servicios de su primo Vince Carter en el Draft de 1998, quien ganó el Rookie del Año aquella temporada. Tracy participó en el NBA Rookie Challenge de 1998, juntamente con Ron Mercer, Brevin Knight y otros buenos talentos, pero en la derrota Žydrūnas Ilgauskas fue nombrado Jugador más Valioso del Rookie Challenge. Tracy se afianzó como un jugador muy importante saliendo desde el banquillo cómo sexto hombre, elevando sus prestaciones, aunque el equipo no consiguió la recompensa de los playoffs. Sus promedios fueron de 9,3 puntos, 5,7 rebotes y 2,3 asistencias en 22,6 minutos de juego.

##### 1999-2000
Los Raptors tienen un equipo, mezclado de juventud y experiencia, obtuvo 37 victorias que le valieron para meterse en playoffs. Saliendo de titular en 34 partidos, promedió 15.4 puntos y 1.9 tapones por noche, y en el Concurso de Mates de 2000, finalizó tercero por detrás del campeón Vince Carter y Steve Francis. Tracy McGrady fue candidato al trofeo mejor sexto del año, cual no logró. Los Raptors cayeron en 1.ª ronda ante New York Knicks. Vince tuvo un 30 % en tiros de campo y 10 % en triples. Tracy fue eclipsado por Vince en los Raptors en todo momento, siendo lo que motivó a McGrady a buscar una salida fuera de Canadá.

#### Orlando Magic

##### 2000-2001
El 3 de agosto de 2000, los Raptors protagonizaron un traspaso con Orlando Magic en el que enviaba a McGrady a su Florida natal. McGrady firmó un contrato de 7 años a razón de 93 millones de dólares, pidiendo además jugar con el dorsal #1 en honor a su ídolo Anfernee Hardaway. En los Magic se juntaba con Grant Hill, en lo que sería una apuesta clara por la búsqueda de un anillo. Sin embargo, el dúo Hill-McGrady solo duró 4 partidos, hasta que Hill se lesionó el tobillo para toda la temporada. Secundarios como Mike Miller, ganador del Rookie del Año, Darrell Armstrong o Pat Garrity aumentaron la producción del equipo tras la baja de Hill. Además, lideró al equipo en anotación en 58 partidos, en rebotes en 35 y en asistencias en 24, siendo vencedor del trofeo al mejor jugador de febrero. En aquel mes, además, guio a los Magic a una racha de nueve victorias consecutivas y jugó el All-Star Game por primera vez triunfando con Allen Iverson, juntamente con ellos Stephon Marbury, Allan Houston, Latrell Sprewell etc. A finales de temporada,  anotó 34 puntos y repartió 11 asistencias ante Boston Celtics, y nueve noches después sumó 49 puntos con 19-31 en tiros de campo ante Washington Wizards. T-Mac fue el alero más rebotero de la liga y por su rendimiento durante el año fue recompensado además con su inclusión en él Los números de T-Mac crecieron de manera considerable, que le valieron para conseguir el trofeo de Jugador Más Mejorado de la NBA; 26.8 puntos (mejor promedio de puntos para un jugador más mejorado y joven de 21 años en la historia), segundo mejor quinteto de la liga y nominado por el MVP de la Temporada.
Tras un balance de 43-39 en temporada regular, el equipo alcanzó los playoffs, aunque cayeron por 3-1 en primera ronda ante los Milwaukee Bucks de Ray Allen. En el tercer partido de la serie, McGrady registró 42 puntos 10 asistencias 8 rebotes 3 robos y 2 bloqueos, convirtiéndose en el segundo jugador más joven en conseguir 40 o más puntos en un partido de playoffs (el primero fue Magic Johnson). Se acrecentó un feudo entre Ray Allen y Tracy McGrady mientras la serie se celebraba ya que ambos escoltas sacaron mucha chispa. Tracy así fue el máximo anotador del playoffs 2001 con (33.8).

##### 2001-2002
Los Magic ficharon a los veteranos pívots Patrick Ewing y Horace Grant, y otra lesión de Hill le mantuvo apartado de las canchas durante todo el año. El 9 de noviembre de 2001 McGrady tuvo uno de sus partidos más forzosos ante Sacramento Kings acumulando 44 puntos con 13 rebotes en una lucha dura que ninguno de los dos equipos quería perder fácilmente, el partido culminó 115-105 en el triunfo para Orlando Magic. Otro de los mejores partidos en la carrera de T-Mac fue el 12 de octubre de 2001 ante Los Angeles Clippers, en causa perdida sumó 47 puntos con 17-32 en tiros de campo y 11 rebotes. Tracy participó en el All-Star Game 2002 en Philadelphia aportando 24 puntos, teniendo el privilegio de jugar con Michael Jordan en su equipo del Este, también con Dikembe Mutombo, Baron Davis, Alonzo Mourning, entre otros. El mejor partido de Tracy en esa temporada fue el 8 de marzo de 2002 ante Washington Wizards acumulando 50 puntos con 18-29 en tiros de campo y 10 rebotes, también anotando los tiros libres finales del partido para así concluirlo 96-99 en victoria para los de Florida. McGrady volvió a liderar a los Magic en anotación, promediando 25.6 puntos por noche, rebotes y minutos jugados, finalizando segundo tras Armstrong en asistencias y robos de balón. También, fue elegido en el mejor quinteto de la temporada por primera vez en su carrera y fue uno de los dos únicos jugadores —el otro fue el escolta Kobe Bryant— en promediar como mínimo 25 puntos, 5 rebotes y 5 asistencias por partido a lo largo de la campaña. Tracy finalizó cuarto en la carrera por el MVP de la Temporada. El resultado en playoffs fue muy parecido al de la anterior campaña. Los Magic cayeron en primera ronda una vez más ante Charlotte Hornets por 3-1 sumando un total de 35 puntos con 12-22 en tiros de campo en el último partido de la serie, siendo el máximo anotador del playoffs (30.8).

##### 2002-2003
Los Magic ficharon al veterano Shawn Kemp y al base Jacque Vaughn, dando además a Mike Miller y Pat Garrity más responsabilidades tanto en lo ofensivo como en lo defensivo. En enero, el equipo movió ficha y traspasó a Mike Miller a Memphis Grizzlies a cambio de los novatos Gordan Giricek y Drew Gooden. El 2 de noviembre de 2002 McGrady se desquita la eliminación del 2001 en primera ronda, Orlando Magic ante Milwaukee Bucks. A nivel individual, su rival Ray Allen fue humillado anotando 10 difíciles puntos ante los 47 puntos con 6-9 en triples, el partido terminó 100-90 en favor de los Magic. El 27 de noviembre la NBA vivió uno de los mejores clásicos en la historia, Los Angeles Lakers de Phil Jackson visitando a Orlando Magic de Doc Rivers en un partido que se destacó entre los dos grandes rivales All-Star del momento, Kobe Bryant y Tracy McGrady. Kobe logró 38 puntos y 10 rebotes con 14-31 en tiros de campo y por su parte McGrady contribuyó 38 puntos y 9 asistencias con 12-28 en tiros de campo para dar el triunfo 102-112 a los Magic. En diciembre T-Mac sorprendió a los defensivos Detroit Pistons al acumular 46 puntos con 14-26 en tiros de campo y 18-21 en tiros libres, de los Pistons su otro rival Richard Hamilton sacó la cara con 22 puntos que no impidieron la derrota de Detroit 99-104 para Orlando. Un día antes de despedir el año 2002, los Wizards de Michael Jordan visitaron a los Magic de Tracy McGrady, Jordan casi llega al triple-doble con 21 puntos 8 rebotes y 9 asistencias, McGrady por su parte anotó 32 puntos con 11-18 en tiros de campo y 8-9 en tiros libres, el triunfo para Orlando 95-112. Unas semanas después McGrady totalizó ocho partidos consecutivos con un mínimo de 31 puntos en cada uno de ellos. De partidos históricos McGrady está lleno, pero el 21 de febrero de 2003 Tracy anotó 52 puntos 16 de 20 en tiradas libres sin necesidad de pisar la cancha en el último cuarto ante Chicago Bulls, dos días después T-Mac hizo lo que quizás ha sido su mejor partido registrando un triple-doble de 46 puntos 13 asistencias y 10 rebotes con 16 de 27 en tiros de campo ante New Jersey Nets que contaron con el superstar Jason Kidd que registró 26 puntos 11 rebotes 15 asistencias y 6 robos. El 28 de febrero de 2003 McGrady jugó el partido más largo de su carrera ante New York Knicks con 55 minutos de acción aportando en causa perdida 34 puntos con 13 asistencias y un agotador 11-27 en tiros de campo, su compañero Drew Gooden alcanzó 20 puntos con 18 rebotes mientras que por los Knicks Latrell Sprewell consiguió un triple-doble de 28 puntos con 11 rebotes y 11 asistencias para dar triunfo a New York 110-118 en doble prórroga. McGrady finalizó el mes de febrero con promedios de 34.9 puntos por partido 7.7 rebotes y 6.7 asistencias. Al siguiente mes en marzo de 2003 Tracy promedió 36.5 puntos 6.3 asistencias y 2 robos, registrando 14 partidos consecutivos de 30 a 48 puntos, ni más ni menos. El 11 de marzo de 2012 T-Mac enfrentó por última vez a Air Jordan mientras Orlando fue de visita a Washington para un partido histórico que McGrady consiguió 43 puntos con 16-26 en tiros de campo y Michael Jordan logró 23 puntos con 10-18 en tiros de campo, Jerry Stackhouse acabó con 31 puntos y 8 asistencias, el partido culminó 105-106 en favor de los Wizards. Tracy McGrady ganó su primer título en la temporada de máximo anotador de la liga promediando 32.1 puntos por encuentro y convirtiéndose en el jugador más joven en hacerlo desde que la NBA se fusionó con la ABA. Además, fue segundo en la liga en tiros de campo convertidos (829), tercero en tiros de campo intentados (1813), tercero en tiros libres anotados (576), tercero en tiros libres intentados (726), cuarto en triples intentados (448), quinto en triples anotados (173), y empatado en el decimocuarto puesto en robos de balón (1.65) y decimoctavo en asistencias (5.5), liderando incluso la Conferencia Este en votos con (1,316,297) para disputar el All-Star Game de 2003 (donde anotó 29 puntos, 17 de ellos en el tercer cuarto) y sus compañeros de equipo fueron Vince Carter, Paul Pierce, Jason Kidd, Jamal Mashburn, Brad Miller, Antoine Walker y Žydrūnas Ilgauskas, y los que con él fueron los titulares: Allen Iverson, Michael Jordan, Ben Wallace y Jermaine O'Neal. Tracy McGrady terminó segundo en la ruta por el MVP de la Temporada pero liderando el mejor promedio de la liga. A pesar de todo, los Magic cayeron un año más en primera ronda tras firmar un récord de 42-40 en la temporada regular, cayendo esta vez con Detroit Pistons como rival y tras desaprovechar una ventaja de 3-1 en la serie. Los Magic eran el octavo clasificado en el Este, mientras que los Pistons fueron los campeones de conferencia durante la temporada regular. Antes del quinto partido de playoffs en Detroit, McGrady dijo que "finalmente pasaré a la segunda ronda". Orlando, sin embargo, perdió los tres siguientes duelos por un promedio de más de 20 puntos de desventaja y fue eliminado (3-4). Sus promedios en la eliminatoria fueron de 31.7 puntos por partido, firmando 43 y 46 para comenzar con promedio de 44.5 puntos en los dos primeros duelos en Detroit.

##### 2003-2004
Esta sería la última temporada de McGrady con los Magic. La misma comenzó con una victoria sobre New York Knicks a domicilio en la prórroga, pero seguidamente llegaron 19 derrotas consecutivas, peor racha en la historia de la franquicia. Hill continuaba lesionado, a los que se unían Giricek y Garrity en el dique seco. La temporada número 15 en la historia de los Magic, la 2003-04, fue desastrosa, a pesar de los refuerzos Tyronn Lue y Juwan Howard, fichados como agentes libre. Doc Rivers fue despedido y sustituido por Lenny Davis. T-Mac no estaba contento en Orlando, e incluso llegó a afirmar que no dio el 100% durante esta última temporada. Tracy se perdió varios partidos por la muerte de su abuela. Sin embargo, el superstar ganó su segundo título de máximo anotador de la temporada consecutivo promediando 28 puntos por partido. El 14 de noviembre de 2003 se vivió uno de los partidos más histsoricos de McGrady al enfrentar por primera vez al alero Carmelo Anthony, McGrady anotó 51 puntos, 8-10 en triples incluyendo 20-30 en tiros de campo mientras Carmelo finalizó con 17 puntos y 6-23 en tiros de campo. En el partido de Navidad del 25 de diciembre de 2003, Tracy enfrenta por primera vez al alero LeBron James, fue un partido histórico en el cual T-Mac anotó los dos triples decisivos ante la escasa defensa de Carlos Boozer y LeBron James, completando 41 puntos 11 asistencias y 8 rebotes en 50 minutos de acción LeBron finalizó con 34 puntos 6 asistencias y 2 pobres rebotes en 47 minutos de acción en causa perdida 101-113 en doble prórroga. Un mes después se vieron las caras en cancha otra vez, LeBron James superado una vez más por McGrady, quien igualó un récord de 8 triples en una mitad (consecutivos), solo falló dos triples posteriores para finalizar con 36 puntos en 25 minutos de acción, no obstante James consiguió 16 puntos en 30 minutos, es decir, Tracy McGrady participó 5 minutos menos que James, pero anotó 20 puntos más que James, no obstante, Cleveland se llevó el triunfo 98-99 en Ohio. Otro de los mejores partidos de Tracy en esa temporada fue el día de reyes, 6 de enero de 2004 ante Indiana Pacers al aportar 43 puntos con 14-27 en tiros de campo y 8-11 en triples, por los Pacers Jermaine O'Neal con 25 puntos y 10-25 en tiros de campo para aun así darle triunfo a Indiana 107-114. El 16 de enero de 2004 los Celtics visitan a los Magic, otro gran clásico de la NBA, destacado en una rivalidad entre Paul Pierce y Tracy McGrady. Ocho jugadores de Boston anotaron de 10 a más puntos, Pierce aportó en causa perdida 20 puntos, 7 rebotes y 7 asistencias y 7-20 en tiros de campo, mientras McGrady disparó 44 puntos con 16-31 en tiros de campo y 5 triples incluidos ganando Orlando el partido en prórroga 118-124. Tracy consiguió su mejor partido en cuanto a anotación individual en su carrera el 10 de marzo de 2004, logrando 62 puntos con 10 rebotes ante unos Washington Wizards liderados con 40 puntos del base Gilbert Arenas y finaliza el encuentro 99-108 en el triunfo de Orlando Magic. McGrady se convirtió en el cuarto jugador en los últimos 12 años en superar los 60 puntos. McGrady y Kobe vuelven a reencontrarse para otro de los mejores clásicos de la NBA, Tracy sumó 37 puntos, 10 asistencias y 13-32 en tiros de campo, por Bryant fueron 38 puntos y 13-26 en tiros de campo, Shaq se unió a la fiesta con 27 puntos y 23 rebotes. Al final del último cuarto Tracy anotó una canasta final pisando la línea de larga distancia, no obstante verificaron varias veces el video y decidieron dar por invalida la canasta de McGrady, concluyendo la prórroga 110-113 para los angelinos. McGrady se convirtió en el segundo jugador más joven en la historia de la NBA en llegar a la marca de 10.000 puntos, solo superado por Kobe Bryant. Los dos títulos consecutivos de líder de encestadores de la NBA, lo colocaron también en el tercer lugar de la lista de todos los tiempos de los jugadores más jóvenes en conseguirlos junto a legendario Bob McAdoo y Wilt Chamberlain.
Los Magic finalizaron la temporada con un balance de 21-61, ganando posteriormente el número 1 del Draft de 2004 para elegir a Dwight Howard. Tras la temporada, la cuestión era la dudosa continuidad de McGrady. Muchos equipos fueron mencionados como interesados en el superstar, entre ellos Los Angeles Lakers y Houston Rockets.

#### Houston Rockets

##### 2004-2005

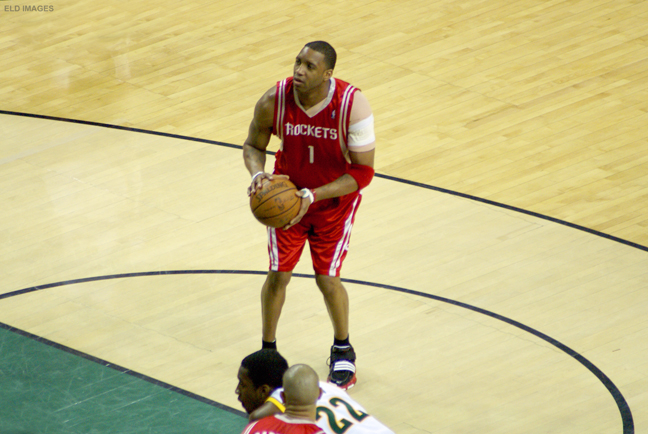
McGrady lanzando un tiro libre con los Rockets.

El 29 de junio de 2004 los Magic traspasan a McGrady, Juwan Howard, Tyronn Lue y Reece Gaines a Houston Rockets a cambio de Steve Francis, Cuttino Mobley y Kelvin Cato. Decididos a acabar con el dominio impuesto en el Oeste por San Antonio, Sacramento y Lakers, Houston se ha hecho con una de las figuras más espectaculares de la NBA, el All-Star Tracy McGrady, que junto a Yao Ming se forma una de las parejas más letales del próximo curso. "Hemos logrado a uno de los mejores jugadores que hay actualmente en la NBA y que más proyección y futuro tiene dentro de la liga", comentó Dawson. "Es cierto que hemos dado a tres grandes jugadores, pero creo que al final la operación va a ser beneficiosa para los dos equipos". En su primera campaña en los Rockets, junto con el pívot chino Yao Ming, lideró al equipo a la quinta plaza de la Conferencia Oeste. El 9 de diciembre de 2004, T-Mac anotó 13 puntos en los 33 segundos finales del partido que les enfrentaba a San Antonio Spurs, con cuatro triples consecutivos (el segundo con falta incluida, completando una jugada de cuatro puntos), incluido un robo y triple ganador con 1.7 segundos para finalizar el partido. El duelo terminó con victoria de los Rockets por 80-81. En uno de sus partidos casi hace el triple-doble más alto en puntos (48 puntos 9 rebotes y 9 asistencias), pero el alemán Dirk Nowitzki anotó 53 puntos con 16 rebotes para la derrota de los Rockets en la prórroga. En su primera campaña en los Rockets, T-Mac finalizó entre los diez primeros en 14 categorías estadísticas diferentes de la liga, incluyendo puntos (25.7 por partido), robos de balón (1.73) y minutos jugados (40.8) y se encontraba entre los candidatos por el MVP de la Temporada. A pesar de todo, los Rockets cayeron en primera ronda ante Dallas Mavericks en siete partidos, Tracy finalizó el segundo encuentro en Dallas con una canasta de casi larga distancia con 2.2 segundos por jugar (113-111), no obstante los Rockets perdiendo el último y definitivo encuentro por 40 puntos (3-4) en Dallas Texas.

##### 2005-2006
A pesar de los refuerzos de Rafer Alston y Stromile Swift, las lesiones acaban con las aspiraciones de los Rockets. Entre sus dos jugadores franquicia, Ming y McGrady, se pierden 60 partidos combinados de temporada regular debido a múltiples lesiones. T-Mac participó por sexta vez consecutiva en el All-Star Game en Houston Texas dónde se convirtió en el cuarto jugador con más puntos en un All-Star Game con 36 puntos, el primero en esa época era Wilt Chamberlain con 42 puntos, (posteriormente superado por Anthony Davis con 52 puntos) Tracy contó con la colaboración de los pases de Steve Nash y otros titulares fueron Kobe Bryant, Tim Duncan y Yao Ming. McGrady sufrió espasmos en la espalda teniendo que ser llevado en camilla a un hospital en mitad de un partido contra Denver Nuggets el 8 de enero de 2006. Sin Tracy, la franquicia de Houston firmó un balance de 2-15 y un 2-16 en los partidos en los que no pudo finalizar T-Mac. Tras los continuos problemas, los Rockets fallaron en su objetivo de alcanzar los playoffs.

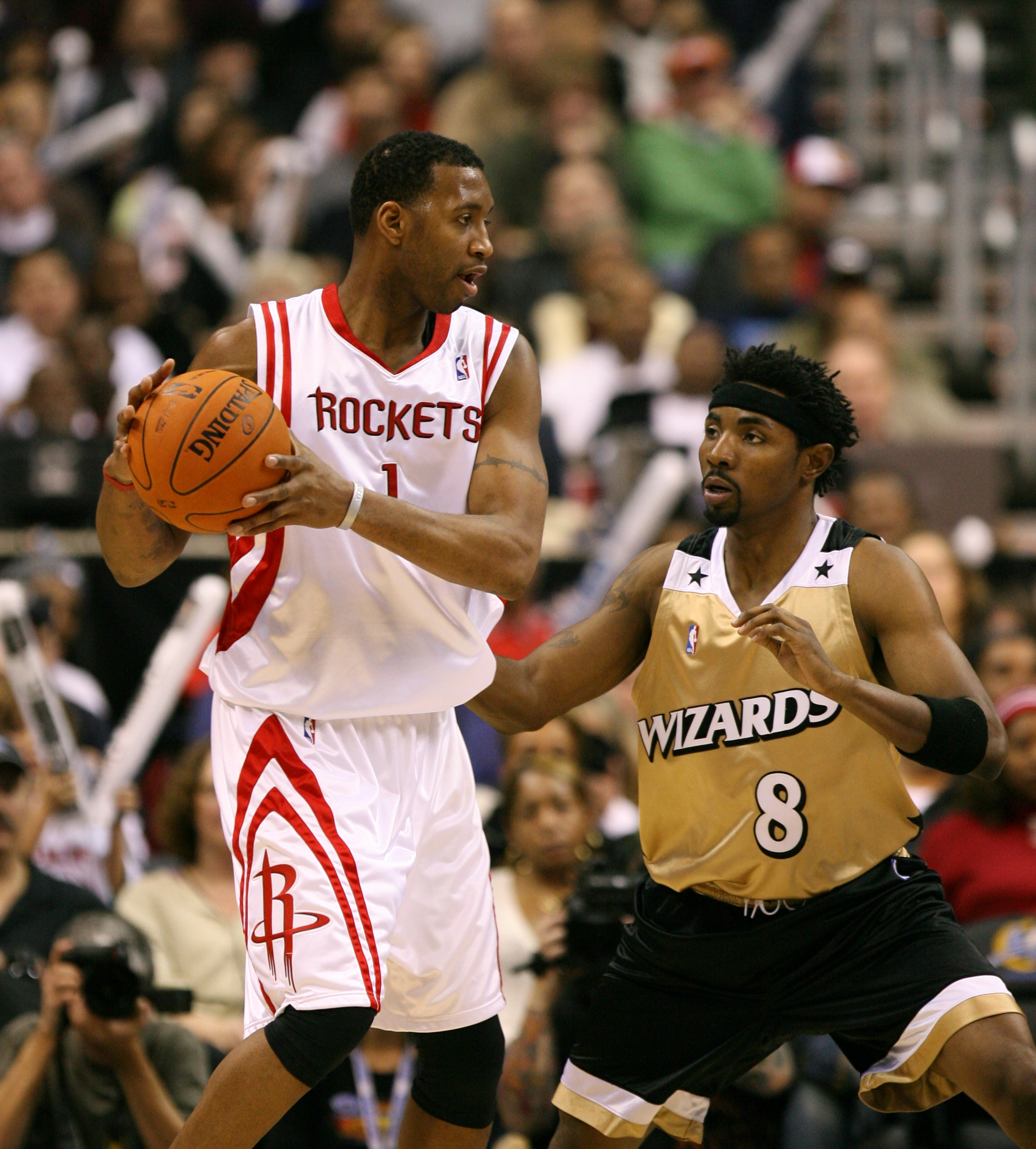
McGrady, en un partido ante los Wizards.

##### 2006-2007
Esta nueva oportunidad estuvo llena de altibajos. El equipo adquiere los servicios del especialista alero/escolta defensivo Shane Battier de Memphis Grizzlies. Tracy comienza la temporada como acabó la anterior, con espasmos en la espalda. Después de algunos partidos disputados, el jugador opta por visitar al doctor John Patterson en Waco, Texas. Se le realiza un tratamiento llamado "Synergy Release Therapy" para intentar curar esos problemas de espalda. Parece que la terapia da sus frutos, aunque en una entrevista en la TNT, Tracy comentó que su cuerpo se estaba reduciendo y que no podría ser demasiado explosivo como lo fue en temporadas anteriores debido a su lesión de las espaldas. Por si fuera poco, el 23 de diciembre de 2006, Yao Ming se fractura la tibia derecha contra Los Angeles Clippers. No obstante, el equipo no acusó demasiado su baja y continuó con una racha positiva de victorias. Tracy sin Yao participó en el All-Star Game 2007 en Las Vegas, en su encuentro en contra de la conferencia Este, T-Mac repartió 11 asistencias en 19 minutos de acción, triunfando juntamente con el escolta Kobe Bryant, y otros compañeros titulares cómo Dirk Nowitzki, Kevin Garnett y Tim Duncan. T-Mac consigue un nivel de juego competitivo y con la vuelta de Yao el 5 de marzo el equipo consigue alzarse hasta la 4.ª posición de la Conferencia Oeste con 52 victorias y 30 derrotas. El 29 de diciembre de 2006, se convirtió en el jugador más joven en llegar a los 14.000 puntos y 4.000 rebotes. Su verdugo, una vez más en primera ronda de playoffs, Utah Jazz. Una serie que empezó dominando el equipo tejano por un 2-0, en uno de esos partidos T-Mac repartió 16 asistencias, pero que no supo aprovechar para acabar perdiendo en el Toyota Center el definitivo (3-4) séptimo encuentro por 103-99, McGrady hizo 29 puntos con 13 asistencias. En la rueda de prensa posterior al partido, Tracy no ocultó su pena por una nueva eliminación, retirándose emocionado (triste).

##### 2007-2008
Los Rockets fichan al base estrella Steve Francis el 3 veces titular en el All-Star Game, en menos de un mes y medio Francis sufrió una rotura en la rodilla izquierda ante Los Angeles Clippers y debido a ello, no pudo regresar más a un partido de NBA, aunque tuvo una nueva oportunidad con Memphis Grizzlies y no la aceptó. Los Rockets lograron una enorme racha consecutiva de triunfos en la historia de la NBA, con 22, en el primer encuentro T-Mac no participó, no obstante lograron la increíble racha, después del triunfo 12 Yao se lesionó, no obstante continuaron con una racha positiva. Doc Rivers, exentrenador de Tracy en Orlando Magic, esta vez con Boston Celtics se encargó de detener a los Rockets derrotándolos por 98-74, postreramente McGrady habló diciendo (Todo lo bueno se tiene que acabar). Tracy con su estilo proveedor influenció al desarrollo deportivo del ala pívot argentino Luis Scola, de modo que finalizó tercero en la ruta por el Rookie del Año. Tracy estuvo entre los finalistas por el trofeo MVP de la Temporada. En playoffs, Houston fue eliminado por segundo playoffs consecutivo por Utah Jazz, esta vez por 2-4, T-Mac anotó en el sexto partido 40 puntos con 10 rebores y ocupó la tercera posición en anotaciones (27.0) y el guardián con más rebotes (8.2). En mayo de 2008, McGrady se sometió a una cirugía artroscópica en tanto el hombro izquierdo y la rodilla izquierda.

##### 2008-2009
En verano de 2008 la franquicia de Houston Rockets se refuerza con los servicios del alero defensivo Ron Artest (actualmente llamado Metta World Peace). Junto con Yao Ming y Tracy McGrady sería un trío prometedor, el big 3 perfecto para destronar al de Boston Celtics, pero el 18 de febrero de 2009, Tracy anunció en su página web que iba a someterse a una operación en la rodilla izquierda en Chicago y se perdería el resto de la temporada 2008-09. Ya se perdió 18 partidos antes del receso del All Star Game. El daño del cartílago para ser reparado por la cirugía de microfractura estaba en una pequeña área de una superficie que no soporta el peso, y el resto de la rodilla sana, de acuerdo con el médico del equipo. El entrenador Rick Adelman, quien se enteró del anuncio al leer el periódico durante la mañana, criticó a Tracy por no informar a la franquicia de Houston Rockets de su decisión. Las lesiones limitaron a la franquicia tejana en los playoffs, tan pronto T-Mac se lesionó, Rafer Alston optó enseguida por irse a mitad de temporada con Orlando Magic, donde perdería la serie final ante los Lakers. Los Rockets, por su parte, también cayeron ante los angelinos en la segunda ronda de la fase final tras forzar el séptimo partido en una serie marcada por los múltiples problemas físicos del equipo texano, especialmente la lesión en el tercer encuentro de Yao Ming. Para la temporada 2009/10 decidió cambiar su habitual dorsal número 1 por el número 3 para la promoción de su documental 3 Point Darfur. Al finalizar la década de los 2000 Yao Ming & Tracy McGrady estuvieron entre los mejores dúos de la década.

##### 2009-2010
En la pretemporada Tracy puso el día 18 de noviembre como su fecha de reaparición, algo que rápidamente negaron desde los Rockets tanto su entrenador, Rick Adelman, como el propio General Manager Daryl Morey por ser demasiado precipitado. Pero llegó el miércoles 18 y McGrady apareció antes del partido ante los Hawks vestido de uniforme, como si fuese a saltar a la cancha. Las habladurías no se hicieron esperar, y especialmente incendiario fue el artículo de Adrian Wojnarowski, en el que se decía que jugador y entrenador habían llegado a tener un serio encontronazo tras el partido, con la acusación por parte de Tracy de estar retrasando su reaparición para que la franquicia recibiese del seguro su salario. Y es que aquí tenemos otro de los problemas: Tracy McGrady es el jugador que más cobró en la NBA esa temporada, superando los 23 millones de dólares, ligeramente por encima de lo que ingresan Jermaine O’Neal y Kobe Bryant, quienes le siguieron en ese listado de ganancias. Además T-Mac estaba en su último año de contrato, y a los Rockets les reembolsa el seguro cerca de 300.000$ por cada partido sin McGrady. A finales de diciembre de 2009 se hizo público que Houston Rockets buscaba un acuerdo para su salida del equipo, ya que en ese momento tenía un papel secundario y Adelman no deseaba ubicar a T-Mac como jugador franquicia como siempre lo fue. Le deseo la mejor de las suertes, decía el argentino Luis Scola, Con suerte, encontrará un equipo y conseguirá lo que quiere. Ojalá todo el mundo salga ganando. Otro de los hombres importantes del equipo, Carl Landry, también hablaba de la más que posible marcha del escolta. Él, antes que nada, es mi compañero y mi amigo así que si eso es lo que va a hacerle feliz, estoy con él. Le deseo lo mejor si es lo que él quiere., aseguraba Landry, para quien resulta triste ver a McGrady marcharse de Houston, donde ha jugado las 5 últimas temporadas. Los All-Star Allen Iverson y Tracy McGrady fueron criticados porque se encontraban en la lista de participantes en el All-Star Game 2010 en Dallas Texas sin haber disputado los partidos suficientes. Por votaciones ocupaban la titularidad siendo preferidos, pero se les impidió participar.

#### New York Knicks

##### 2010

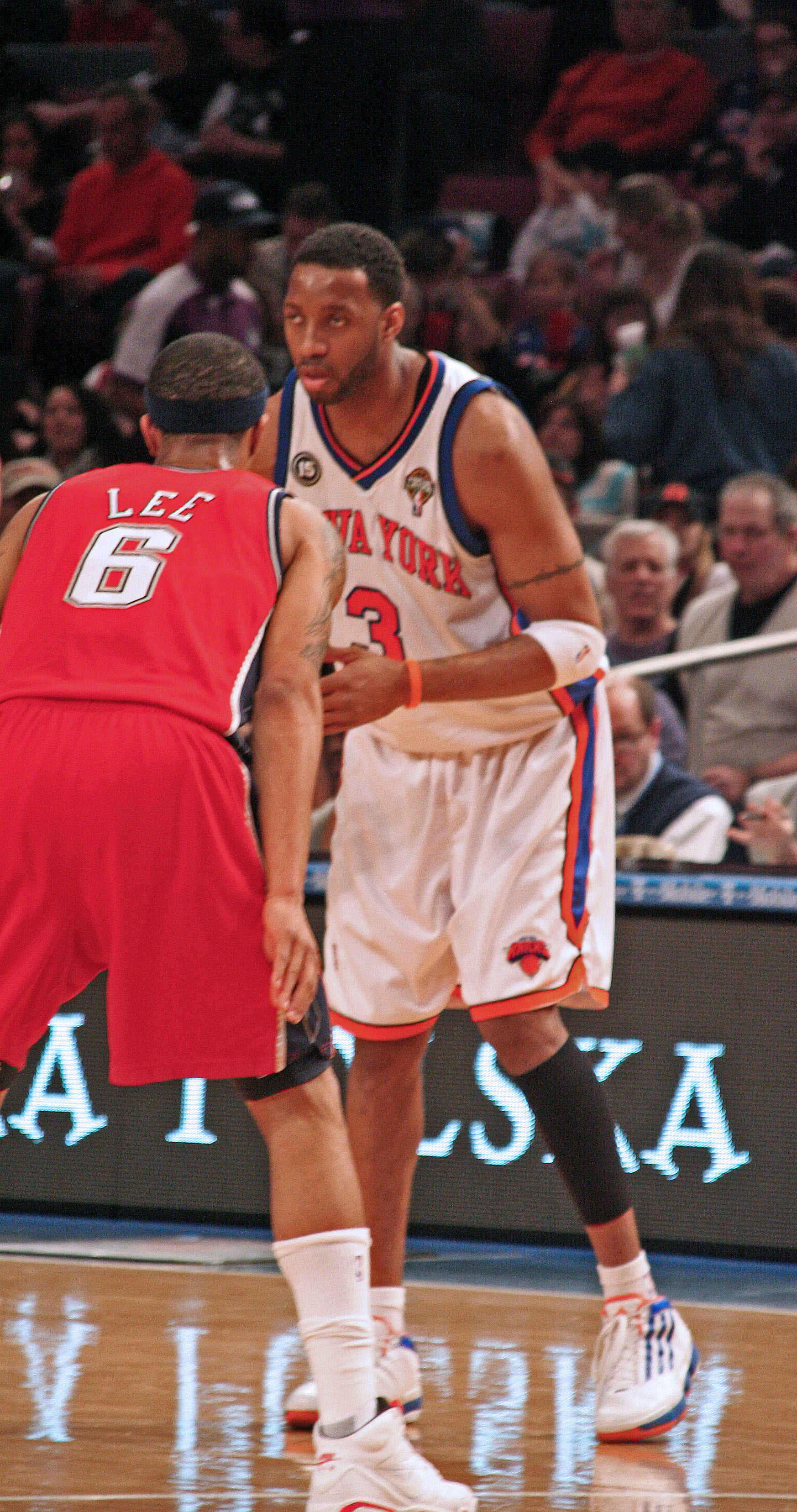
McGrady con los Knicks en 2010.

El 18 de febrero de 2010, McGrady fue traspasado a Sacramento Kings y horas después a New York Knicks en un intercambio a tres bandas que enviaba a Jordan Hill, Jared Jeffries, Kevin Martin y dos rondas de draft protegidas a Houston Rockets, a Larry Hughes, Carl Landry y Joey Dorsey a Sacramento Kings, y a Sergio Rodríguez a los Knicks. Antes de su debut T-Mac habló en entrevista diciendo: 

"Esta es una gran oportunidad para mí para ir y realmente poner mi nombre de nuevo en la élite y lo mejor de la ciudad, ¿qué mejor equipo para ver con que jugar para los Knicks. Cada noche tienes luces, gran escenario", "Viniendo de una cirugía de microfractura que nadie sabe realmente lo que puedo hacer. En estos dos meses y medio es una prueba para lo que vendrá en mi futuro".

Y en su debut a un lleno total en el Madison Square Garden enfrentó a Oklahoma City Thunder con 26 puntos y 5 asistencias en 32 minutos y ganando a los Thunder en la prórroga 121-118.

#### Detroit Pistons

##### 2010-2011
En agosto de 2010, Tracy McGrady firmó un contrato de 1'3 millones por el mínimo de veteranos con Detroit Pistons donde se encontró con el All-Star Ben Wallace quien fue su compañero de equipo en el All-Star Game 2003 y 2004. Junto con el novato centro/ala pívot Greg Monroe y el base/escolta Rodney Stuckey progresó no solo él, sino otros compañeros del equipo como Austin Daye y Will Bynum. Los Pistons llevaban una mala temporada a causa de las malas rotaciones, Gordon cambió de escolta a base, McGrady de alero a base, Hamilton sexto hombre por mucho tiempo, Ben saliendo del banquillo y Villanueva con menos minutos que en cualquier otra temporada. Unos Pistons destinados a no alcanzar los playoffs sufrieron la ausencia de 5 jugadores y la llegada con retraso de otros 2 en el entrenamiento previo al partido que el equipo debía disputar ante los Sixers, ha sido saldada por la franquicia con sanciones económicas a 4 de los 7 jugadores implicados. Tracy McGrady ha negado la existencia de una protesta. T-Mac ha asegurado que su ausencia se debió única y exclusivamente a la migraña que le ha venido aquejando en los últimos 3 días y que también le impidió jugar anoche ante los Jazz, aunque son muchos los aficionados que no acaban de creerse su explicación, más tras verle reír en la banda mientras era expulsado su entrenador, John Kuester. A pesar de ello, la franquicia sí ha dado por buenas sus explicaciones y Tracy ha sido uno de los 3 jugadores implicados que no ha sido sancionado. Los otros 2 han sido Tayshaun Prince, con supuestos problemas en la espalda, y Ben Wallace, que se ha ausentado de forma indefinida debido al fallecimiento a los 58 años, tras una larga enfermedad, del mayor de sus hermanos, el reverendo James McBride. Los que sí fueron castigados por no presentar una excusa convincente para su ausencia del entrenamiento han sido Chris Wilcox y Richard Hamilton, aunque la sanción ha sido únicamente económica sin que se haya hecho público el importe de la misma. También han sido multados, con una cantidad menor, Rodney Stuckey y Austin Daye, que llegaron tarde a la sesión de prácticas. El único de todos ellos que se ha disculpado públicamente ha sido Daye, que achacó a un despiste la pérdida del autobús que debía llevarle al Wells Fargo Center. Mientras, los responsables de la franquicia y el técnico John Kuester han insistido en quitar hierro al asunto y considerarlo un tema interno que ya está resuelto. Detroit finalizó con balance de 32-50 siendo eclipsados de playoffs por segundo año consecutivo.

#### Atlanta Hawks

##### 2011-2012
Tras 6 meses de lockout en la NBA, Tracy McGrady firma un contrato de 1,3 millones por el mínimo de veteranos con Atlanta Hawks en diciembre de 2011. McGrady debutó por segunda temporada consecutiva ante New Jersey Nets, aportó 12 puntos en 20 minutos y Vladimir Radmanovic con 19 puntos con victoria de 106-70 para Atlanta. El 2 de enero de 2012, Tracy tuvo un espectacular partido donde junto con los Hawks defendieron muy bien a Dwyane Wade haciéndolo incapaz de enfrentar a los escoltas-aleros Joe Johnson y Tracy McGrady. T-Mac anotó 13 puntos en el cuarto periodo para finalizar con 16 puntos en 25 minutos, acabándose el tiempo acertó tres triples consecutivos ante la defensa de Shane Battier y LeBron James superando Hawks a Heat 100-92. Soy un competidor, sobre todo contra los mejores, siempre estoy dispuesto a enfrentarme a cualquier desafío. Estos jugadores te hacen sacar lo mejor de ti mismo. Entre la noche del 5 y la madrugada del 6 de enero Atlanta Hawks volvió a enfrentar a Miami Heat dónde se fueron a triple tiempo extra, con T-Mac aportando 14 puntos 7 rebotes y 5 asistencias en menos de 30 minutos en causa perdida con la ausencia de LeBron y Wade 116-109. Al pasar alguns días el All-Star dominicano Al Horford sufrió una lesión en el hombro izquierdo y no participó más en la temporada regular. A pesar de la baja de Horford los Hawks tuvo un rumbo ganador. T-Mac fue un alero productivo para Atlanta aunque por muchos momentos vivió una temporada extraña. Días antes de culminar la temporada regular, McGrady acumuló un excelente partido de 17 puntos en 17 minutos con 4 rebotes y 4 asistencias incluidas ante su ex equipo Detroit Pistons, su compañero de equipo Ivan Johnson acumuló 16 puntos con 10 rebotes en no muchos minutos y para sorpresa de muchos fue novato del mes de la conferencia este en abril. Aquí es donde podemos ver que en Atlanta Hawks tenían jugadores con mucho talento y pocas oportunidades. Los Hawks alcanzan los playoffs con balance de 40-26 ocupando el 5° lugar en los playoffs teniendo como rivales a Boston Celtics en primera ronda. La serie comenzó en victoria para los de Georgia, en el Game 3 el ala pívot Josh Smith no pudo participar para no poner en riesgo su lesión, Marvin Williams y Tracy McGrady se vieron obligados a jugar de ala pívot. Tracy comenzó bien la primera mitad del partido con 10 puntos con 5-7 en tiros de campo y 6 rebotes en 16 minutos sin necesidad de muchas posesiones, no obstante al lanzar un triple el tobillo derecho hizo contacto con uno de los pies del base All-Star Rajon Rondo provocando una lesión. McGrady retornó a la segunda mitad, pero esta vez sin mucho aporte ofensivo. El pívot Al Horford retornó para el Game 4 de la serie, no obstante los Celtics liderados por Paul Pierce y Kevin Garnett triunfaron en un difícil 4-2 y pasaron a las semifinales de conferencia este.

#### Qingdao Eagles

##### 2012-2013
el 9 de octubre de 2012, firma un año de contrato con los Qingdao DoubleStar Eagles de la Chinese Basketball Association (CBA). Sin embargo, los Qingdao acabaron la temporada en última posición, con McGrady promediando 25 puntos, 7,2 rebotes y 5,1 asistencias por partido.

#### San Antonio Spurs

##### 2013
El 17 de abril de 2013, T-Mac es incluido en las filas de los San Antonio Spurs, con los que firma un contrato por lo que resta de temporada, de cara a los playoffs. Los Spurs, ganaron las Finales de la Conferencia Oeste, y se enfrentaron en las finales de la NBA a los Miami Heat, donde cayeron por 3-4. Esto le sirvió para jugar por primera vez en su carrera minutos en playoffs más allá de primera ronda.
El 26 de agosto de 2013, con 34 años, anuncia oficialmente su retirada de la NBA, en el programa First Take de ESPN.

## Estadísticas de su carrera en la NBA

### Temporada regular
|  | Líder de la liga |

| Año      | Equipo   | PJ  | PT  | MPP  | %TC  | %3P  | %TL  | RPP | APP | ROB | TPP | PPP  |
| -------- | -------- | --- | --- | ---- | ---- | ---- | ---- | --- | --- | --- | --- | ---- |
| 1997-98  | Toronto  | 64  | 17  | 18.4 | .450 | .341 | .712 | 4.2 | 1.5 | .8  | .9  | 7.0  |
| 1998-99  | Toronto  | 49  | 2   | 22.6 | .436 | .229 | .726 | 5.7 | 2.3 | 1.1 | 1.4 | 9.3  |
| 1999-00  | Toronto  | 79  | 34  | 31.2 | .451 | .277 | .707 | 6.3 | 3.3 | 1.1 | 1.9 | 15.4 |
| 2000-01  | Orlando  | 77  | 77  | 40.1 | .457 | .355 | .733 | 7.5 | 4.6 | 1.5 | 1.5 | 26.8 |
| 2001-02  | Orlando  | 76  | 76  | 38.3 | .451 | .364 | .748 | 7.9 | 5.3 | 1.6 | 1.0 | 25.6 |
| 2002-03  | Orlando  | 75  | 74  | 39.4 | .457 | .386 | .793 | 6.5 | 5.5 | 1.6 | .8  | 32.1 |
| 2003-04  | Orlando  | 67  | 67  | 39.9 | .417 | .339 | .796 | 6.0 | 5.5 | 1.4 | .6  | 28.0 |
| 2004-05  | Houston  | 78  | 78  | 40.8 | .431 | .326 | .774 | 6.2 | 5.7 | 1.7 | .7  | 25.7 |
| 2005-06  | Houston  | 47  | 47  | 37.1 | .406 | .312 | .747 | 6.5 | 4.8 | 1.3 | .9  | 24.4 |
| 2006-07  | Houston  | 71  | 71  | 35.8 | .431 | .331 | .707 | 5.3 | 6.5 | 1.3 | .5  | 24.6 |
| 2007-08  | Houston  | 66  | 62  | 37.0 | .419 | .292 | .684 | 5.1 | 5.9 | 1.0 | .4  | 21.6 |
| 2008-09  | Houston  | 35  | 35  | 33.7 | .388 | .376 | .801 | 4.4 | 5.0 | 1.2 | .4  | 15.6 |
| 2009-10  | Houston  | 6   | 0   | 7.7  | .368 | .500 | .667 | .8  | 1.0 | .0  | .3  | 3.2  |
| 2009-10  | New York | 24  | 24  | 26.1 | .389 | .242 | .754 | 3.7 | 3.9 | .6  | .5  | 9.4  |
| 2010-11  | Detroit  | 72  | 39  | 23.4 | .442 | .341 | .698 | 3.5 | 3.5 | .9  | .5  | 8.0  |
| 2011-12  | Atlanta  | 52  | 0   | 16.1 | .437 | .455 | .675 | 3.0 | 2.1 | .3  | .3  | 5.3  |
| Total    | Total    | 938 | 703 | 32.7 | .435 | .338 | .746 | 5.6 | 4.4 | 1.2 | .9  | 19.6 |
| All-Star | All-Star | 7   | 6   | 24.6 | .500 | .351 | .619 | 3.0 | 3.9 | 1.6 | .4  | 17.1 |

### Playoffs
| Año   | Equipo      | PJ | PT | MPP  | %TC  | %3P  | %TL  | RPP | APP | ROB | TPP | PPP  |
| ----- | ----------- | -- | -- | ---- | ---- | ---- | ---- | --- | --- | --- | --- | ---- |
| 2000  | Toronto     | 3  | 3  | 37.0 | .386 | .286 | .875 | 7.0 | 3.0 | 1.0 | 1.0 | 16.7 |
| 2001  | Orlando     | 4  | 4  | 44.5 | .415 | .200 | .816 | 6.5 | 8.3 | 1.8 | 1.2 | 33.8 |
| 2002  | Orlando     | 4  | 4  | 44.5 | .462 | .313 | .739 | 6.3 | 5.5 | .5  | 1.8 | 30.8 |
| 2003  | Orlando     | 7  | 7  | 44.0 | .448 | .340 | .773 | 6.7 | 4.7 | 2.0 | .9  | 31.7 |
| 2005  | Houston     | 7  | 7  | 43.0 | .456 | .370 | .824 | 7.4 | 6.7 | 1.6 | 1.4 | 30.7 |
| 2007  | Houston     | 7  | 7  | 40.0 | .394 | .250 | .737 | 5.9 | 7.3 | .7  | .9  | 25.3 |
| 2008  | Houston     | 6  | 6  | 41.2 | .425 | .208 | .623 | 8.2 | 6.8 | 1.5 | .8  | 27.0 |
| 2012  | Atlanta     | 6  | 0  | 15.0 | .385 | .000 | .833 | 2.8 | 1.0 | .0  | .3  | 4.2  |
| 2013  | San Antonio | 6  | 0  | 5.2  | .000 | .000 | .000 | 1.3 | 1.2 | .3  | .5  | 0.0  |
| Total | Total       | 50 | 38 | 34.5 | .426 | .290 | .757 | 5.7 | 5.0 | 1.1 | .9  | 22.2 |

## Récords en la NBA
- 2 veces máximo anotador de la NBA: 2003 (32.1), 2004 (28.0)
- 7 veces All-Star de la NBA: 2001, 2002, 2003, 2004, 2005, 2006, 2007
- 7 veces en los mejores quintetos de la NBA:

- Primer equipo: 2002, 2003
- Segundo equipo: 2001, 2004, 2007
- Tercer equipo: 2005, 2008

- Jugador Más Mejorado de la NBA: 2001

### Récords de franquicia de Orlando Magic
- Tiros libres anotados (1.819)
- Más puntos en un partido con 62 (10 de marzo de 2004 vs. Washington Wizards)
- Más puntos en una mitad con 37 en la primera mitad (9 de marzo de 2003 vs. Denver Nuggets)
- Más puntos en un cuarto con 25 en el segundo cuarto (9 de marzo de 2003 vs. Denver Nuggets)
- Más tiros libres anotados en un partido con 18 (25 de diciembre de 2002 vs. Detroit Pistons)
- Más puntos en un partido de playoffs con 46 (en el segundo partido de la primera ronda de 2003, vs. Detroit Pistons)
- Más triples anotados en una mitad con 8 (26 de enero de 2004 vs. Cleveland Cavaliers)

### Logros personales
- Partidos de +40 puntos (temporada regular): 45
- Partidos de +50 puntos (temporada regular): 4
- Partidos de +60 puntos (temporada regular): 1
- Triples-dobles (temporada regular): 3
- Comparte el récord de la NBA de más triples anotados en una mitad con 8 (26 de enero de 2004 Orlando Magic vs. Cleveland Cavaliers)

## Vida personal
Tracy tiene cuatro hijos Layla Clarice, Aloe Laycee, y los hijos de los Laymen Lamar y Layden con su esposa CleRenda Harris, con quien había salido desde hace 10 años. Su primer hijo nació el martes 27 de diciembre de 2005 durante una derrota 74-82 contra los Jazz de Utah en la que T-Mac abandonó el partido durante el medio tiempo para ver a su novia de parto. La pareja se casó el 12 de septiembre de 2006 en México. 
El hermano menor de Tracy, el Chancellor "Chance" McGrady, jugó en la NCAA con Memphis Tigers en 2008, donde llegaron a la final del campeonato.
Vince Carter y Tracy McGrady son primos segundos, McGrady se enteró de que su abuela y la abuela de Vince eran primos en una reunión familiar cuando aún estaba en la escuela secundaria. Vince Carter jugó en la Universidad de Carolina del Norte. Los dos jugaron juntos en los Toronto Raptors dos años antes de que Tracy fuera para la agencia libre. Después de irse, él y Vince Carter tuvieron una pequeña discusión, pero esto se resolvió en un corto período de tiempo.
En 2002, Tracy McGrady firmó un contrato de patrocinio con Adidas, que dura desde ese año hasta después de la retirada de T-Mac. McGrady apareció además en la portada del videojuego NBA Live 07.
Tras su retirada, McGrady se centró en sus inversiones empresariales, como Dasdak, una empresa tecnológica con sede en Washington D. C., y Blue-04, una empresa de agua embotellada en Florida. También fue un inversor inicial en un equipo de Minor League Baseball que se convertiría en los Biloxi Shuckers.
Desde 2016, ha trabajado como analista de la NBA para la cadena de televisión ESPN.

### Filantropía
En 2007, Tracy ha viajado a los campamentos de refugiados de Darfur en Chad con John Prendergast y Omer Ismail, de Enough Project. McGrady está reclutando baloncestistas NBA para respaldar una iniciativa que une las escuelas de los campamentos de refugiados de Darfur a las escuelas medias, secundarias y universidades estadounidenses.
En 2009, cuando fue traspasado a Nueva York T-Mac escogió como nuevo dorsal el #3 para promover sus esfuerzos humanitarios en la región sudanesa de Darfur y en promoción a un documental sobre su verano de 2007 en las visitas a los campamentos de refugiados en la región. El documental se llama 3 Points.
McGrady fue criticado por sus comentarios acerca de la organización del All-Star Game de 2008 en New Orleans, el cual se celebró tres años después del paso del Huracán Katrina por la región. McGrady hizo público sus quejas sobre la seguridad y la protección de los jugadores.

### Béisbol
El 4 de febrero de 2014, McGrady confirmó que perseguía oficialmente su sueño de convertirse en jugador profesional de béisbol, trabajando con Roger Clemens para convertirse en pitcher de los Sugar Land Skeeters de la Atlantic League of Professional Baseball (ALPB). El 23 de abril, en el primer partido de temporada del equipo, apareció en la lista de los jugadores disponibles. En su debut, lanzó 1+2⁄3 entradas, recibiendo la descalificación. En julio, fue parte del Atlantic League All-Star Game, donde registró su primer strikeout. Tras el partido, anunció su retirada del béisbol.